# Somerset East (Sudafrica)
Somerset East è un centro abitato del Sudafrica, situato nella provincia del Capo Orientale.